# Hansi Hinterseer
Pour les articles homonymes, voir Hinterseer.
Johann Ernst « Hansi » Hinterseer, né le 2 février 1954 à Kitzbühel, est un skieur alpin et chanteur autrichien.

## Biographie
Hansi est le fils d'Ernst Hinterseer, médaillé d'or en slalom aux Jeux olympiques de 1960 à Squaw Valley.
En 1973, il remporte la Coupe du monde de géant puis remporte la médaille d'argent de la même discipline aux championnats du monde 1974 à Saint-Moritz. Il met fin à sa carrière sportive à l'âge de 24 ans.
Depuis 1992 il est chanteur populaire à succès de schlager ainsi que consultant pour la télévision.
À l'automne 2007, il totalise pas moins de 22 albums CD, production lui ayant valu de nombreux disques d'or et de platine. Il est régulièrement accompagné par un typique groupe tyrolien Original Tiroler Echo", dirigé par Luis Plattner, musicien d'une grande polyvalence.

## Ski alpin

### Palmarès

#### Jeux olympiques d'hiver
| Épreuve / Édition | Descente | Slalom géant | Slalom  |
| JO 1976 Innsbruck | —        | 14e          | Abandon |

### Championnats du monde
| Épreuve / Édition          | Descente | Slalom géant | Slalom      | Combiné |
| Mondiaux 1974 Saint-Moritz | —        | Argent       | Disqualifié | —       |
| JO 1976 Innsbruck          | —        | 14e          | Abandon     | —       |

#### Coupe du monde
- Meilleur résultat au classement général : 3e en 1974
  - Vainqueur de la coupe du monde de géant en 1973
  - 6 victoires : 3 géants et 3 slaloms
  - 21 podiums

##### Saison par saison
- Coupe du monde 1972 :
  - Classement général : 37e
- Coupe du monde 1973 :
  - Classement général : 4e
    - Vainqueur de la coupe du monde de géant
    - 1 victoire en géant : Anchorage
- Coupe du monde 1974 :
  - Classement général : 3e
    - 1 victoire en géant : Val-d'Isère
    - 1 victoire en slalom : Kitzbühel
- Coupe du monde 1975 :
  - Classement général : 6e
    - 1 victoire en slalom : Naeba
- Coupe du monde 1976 :
  - Classement général : 5e
    - 1 victoire en slalom : Schladming
- Coupe du monde 1977 :
  - Classement général : 14e
    - 1 victoire en géant : Furano
- Coupe du monde 1978 :
  - Classement général : 54e

#### Arlberg-Kandahar
- Meilleur résultat : 3e place dans le slalom 1975 à Chamonix

## Parcours cinématographique
- 1997
  - Premier film-comédie TV : "Hochwürdens Ärger mit dem Paradies“
  - Plus de 1,4 million de téléspectateurs rien qu'en Autriche.
- 2000
  - 2e film TV : "Da wo die Berge sind“ (partie 1) tourné dans son magnifique Tirol natal.
- 2002
  - La suite de "Da wo die Berge sind" s'intitule "Da wo die Liebe wohnt“.
- 2003
  - "Da wo die Heimat ist" (3e episode)
- 2004
  - Sortie fin juillet du 4e épisode "Da wo die Herzen schlagen". La diffusion sur ORF du 18.12.04 atteint une part d'audience sensationnelle de 987.000 téléspectateurs.
- 2005
  - Tournage dans le Tyrol - de la mi-juin à mi-juillet - de la cinquième partie "Da wo das Glück wartet".